# 有生于无：说唱的艺术
《有生于无：说唱的艺术》（英語：Something from Nothing: The Art of Rap）是由Ice-T和Andy Baybutt共同执导的美国纪录片，于2012年上映。此片专注于向世人展示说唱的创作与表演，其中出现的都是这一流派的音乐人，而且都是Ice-T的朋友。